# Leichtathletik-Halleneuropameisterschaften 2021/Teilnehmer (Bulgarien)
| Gelbes Symbol für Goldmedaillen mit stilisierten Olympischen Ringen | Graues Symbol für Silbermedaillen mit stilisierten Olympischen Ringen | Braundes Symbol für Bronzemedaillen mit stilisierten Olympischen Ringen |
| ------------------------------------------------------------------- | --------------------------------------------------------------------- | ----------------------------------------------------------------------- |
| —                                                                   | —                                                                     | —                                                                       |

Aus Bulgarien starteten eine Athletin und sechs Athleten bei den Leichtathletik-Halleneuropameisterschaften 2021 in Toruń.

## Ergebnisse

### Frauen

#### Laufdisziplinen
| Athletin      | Disziplin | Vorlauf | Vorlauf | Halbfinale | Halbfinale | Finale             | Finale             |
| Athletin      | Disziplin | Zeit    | Platz   | Zeit       | Platz      | Zeit               | Platz              |
| ------------- | --------- | ------- | ------- | ---------- | ---------- | ------------------ | ------------------ |
| Inna Eftimowa | 60 m      | 7,36 s  | 19      | 7,32 s     | 16         | nicht qualifiziert | nicht qualifiziert |

### Männer

#### Laufdisziplinen
| Athlet            | Disziplin   | Vorlauf        | Vorlauf | Halbfinale         | Halbfinale         | Finale             | Finale             |
| Athlet            | Disziplin   | Zeit           | Platz   | Zeit               | Platz              | Zeit               | Platz              |
| ----------------- | ----------- | -------------- | ------- | ------------------ | ------------------ | ------------------ | ------------------ |
| Denis Dimitrow    | 60 m        | 6,85 s         | 45      | nicht qualifiziert | nicht qualifiziert | nicht qualifiziert | nicht qualifiziert |
| Wesselin Jiwkow   | 60 m        | 6,90 s         | 60      | nicht qualifiziert | nicht qualifiziert | nicht qualifiziert | nicht qualifiziert |
| Mitko Zenow       | 1500 m      | 3:42,21 min PB | 26      | –––                | –––                | nicht qualifiziert | nicht qualifiziert |
| Stanislaw Stankow | 60 m Hürden | 7,85 s         | 22      | 7,94 s             | 24                 | nicht qualifiziert | nicht qualifiziert |

#### Sprung/Wurf
| Athlet          | Disziplin  | Qualifikation | Qualifikation | Finale             | Finale             |
| Athlet          | Disziplin  | Höhe/Weite    | Platz         | Höhe/Weite         | Platz              |
| --------------- | ---------- | ------------- | ------------- | ------------------ | ------------------ |
| Tichomir Iwanow | Hochsprung | 2,16 m        | 9             | nicht qualifiziert | nicht qualifiziert |
| Georgi Zonow    | Dreisprung | 16,16 m       | 11            | nicht qualifiziert | nicht qualifiziert |